# 吹上しょうぶ公園
吹上しょうぶ公園（ふきあげしょうぶこうえん）とは、東京都青梅市にある公園。 

## 概要
青梅市北東部に広がる霞丘陵の谷戸地の勝沼城跡歴史環境保全地域に位置する。
花菖蒲が開花する5月から6月にかけて毎年吹上花しょうぶまつりが開催される。開催時の入園料は有料だが、それ以外のときは入園無料。土曜日、日曜日は休園だがまつり開催時は無休。

## 歴史
- 1998年10月 - 仮開園[3]

## アクセス
高速道路
- 首都圏中央連絡自動車道 青梅IC

鉄道
- JR青梅線 東青梅駅

バス
- 都営バス（東青梅駅 - 塩船観音寺・河辺駅）
- 西武バス（河辺駅・東青梅駅 - 飯能駅）
- 西東京バス（河辺駅 - 小作駅）

## 周辺
- 塩船観音寺
- 永山公園
- 青梅鉄道公園
- 東青梅センタービル

## 風景

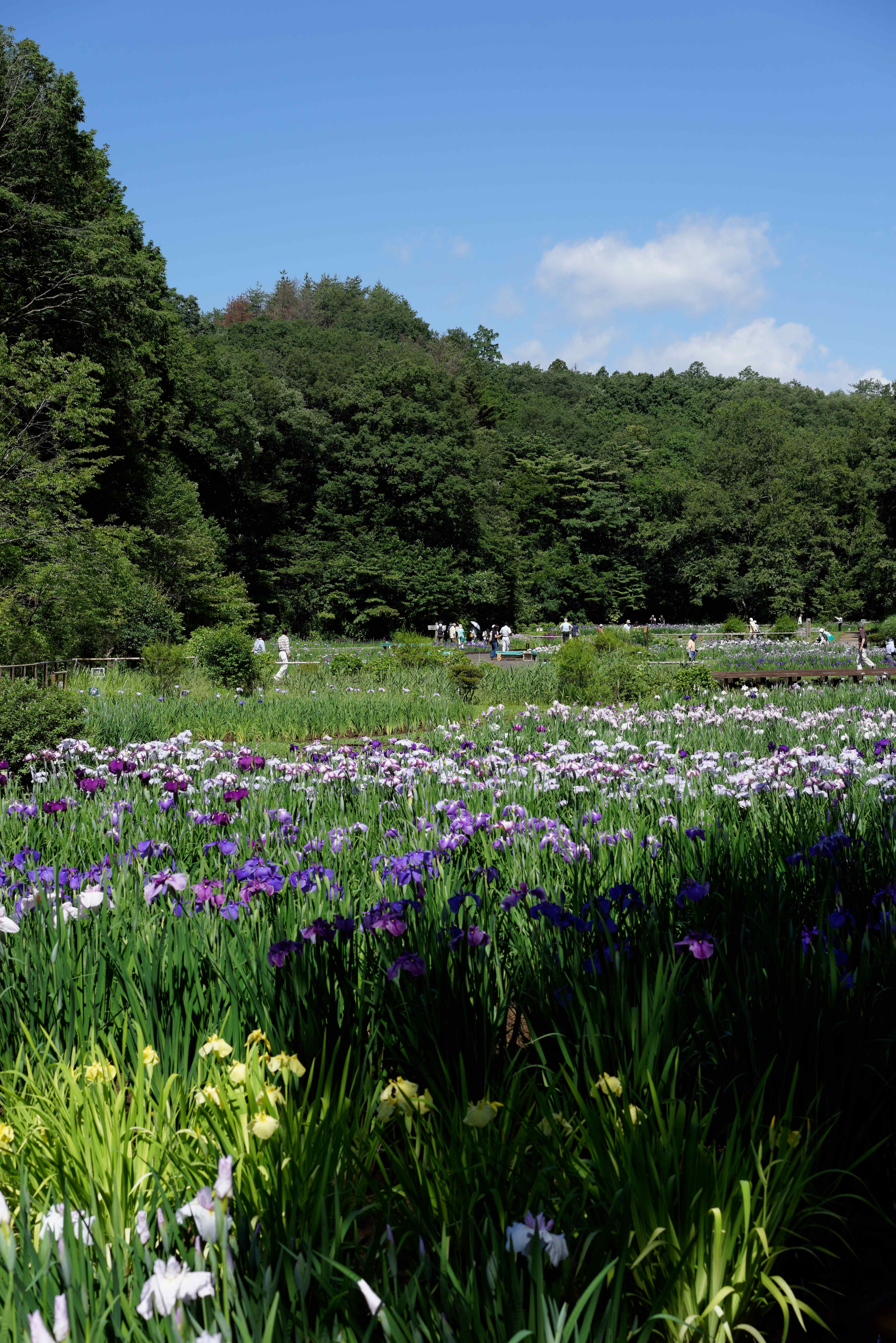
奥側より入口方向を望む
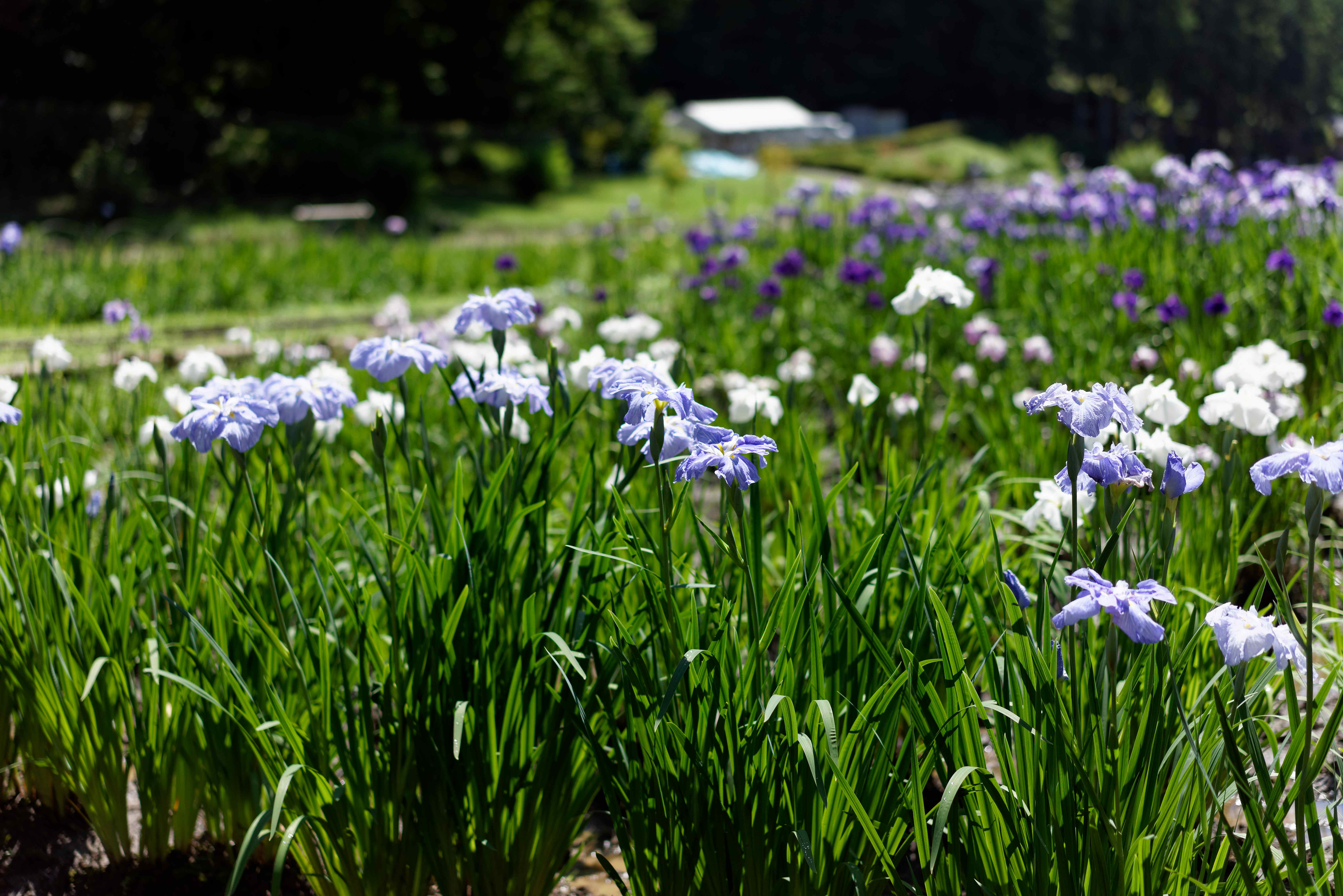
吹上しょうぶ公園の花菖蒲